# Radio Marocaine
Radio Marocaine è la prima rete radiofonica marocchina, fondata a Rabat nel 1928. La stazione radiofonica propone una programmazione generale e diversificata per soddisfare le esigenze di informazioni, cultura, istruzioni e intrattenimento del pubblico.